# Cuddly Dominion
Pour les articles homonymes, voir Cuddly.

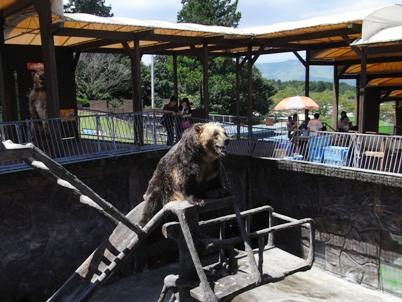
Un ours.

阿蘇カドリー・ドミニオン (en anglais Cuddly Dominion), est un parc zoologique situé à Aso dans la Préfecture de Kumamoto au Japon et ouvert en 1973.
Cuddly Dominion est membre de l'Association Japonaise des Zoos et des Aquariums (en) (en anglais JAZA).